# Carbonara
Carbonara (italiană: [karboˈnaːra]) este un fel de mâncare cu pasta originar din Roma, Italia. Se face cu ouă, brânză tare, carne de porc și piper negru. Și-a căpătat numele actual „carbonara” la mijlocul secolului XX.
Brânza folosită pentru această mâncare este de obicei Pecorino Romano, Parmezan sau o combinație a celor două. Spaghetele sunt cele mai folosite paste, dar unii bucătari folosesc fettuccine, rigatoni, linguine sau bucatini. În general, guanciale (gușă de porc) sau pancetta este folosit pentru componența cărnii, dar slănina afumată este un substitut comun în afara Italiei.

## Originea și istoria

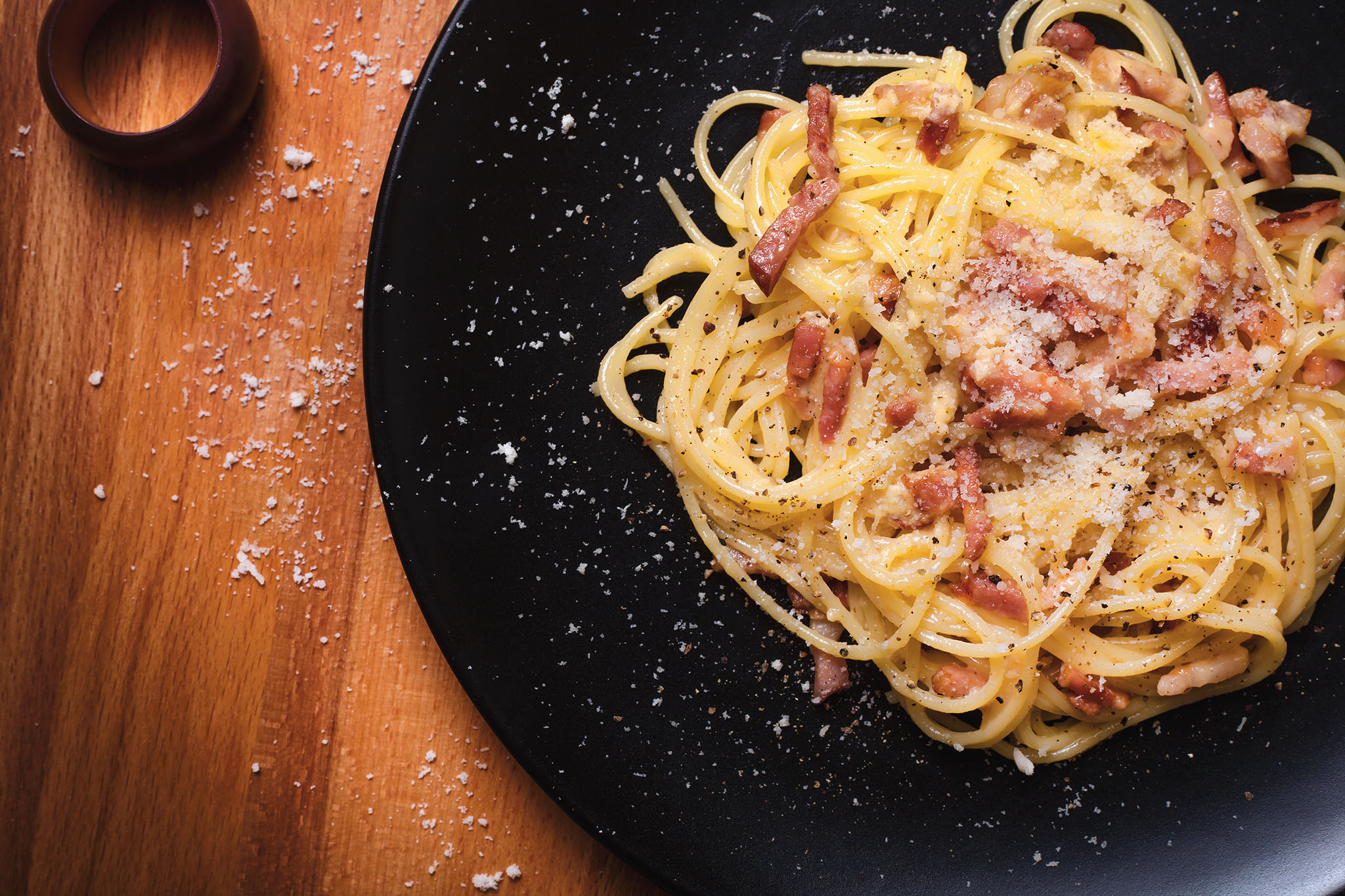
Carbonara cu spaghete.

Ca și în cazul multor rețete, originile și numele acestuia sunt obscure;  cu toate acestea, majoritatea surselor spun că acest fel de mâncare își are originea în regiunea Lazio.
Carbonara face parte dintr-o categorie de feluri de mâncare făcute de pasta cu slănină, brânză și piper, dintre care una este pasta alla gricia, și este foarte asemănătoare cu pasta cacio e uova, un fel de mâncare făcut din untură topită și un amestec de ouă și brânză, care este documentat încă din 1839 și, potrivit unor cercetători, acesta fi numele cu care se indetifica carbonara înainte de al Doilea Război Mondial.
Există multe teorii pentru originea numelui carbonara, care este probabil mai recent decât felul de mâncare în sine. Deoarece numele este derivat din carbonaro (cuvântul italian pentru „cărbunar”), unii cred că felul de mâncare a fost făcut pentru prima dată ca hrană pentru cărbunarii italieni. În unele părți ale Statelor Unite, această etimologie a dat naștere termenului „coal miner's spaghetti”. S-a sugerat chiar că acest nume a fost creat ca un tribut adus societății secrete Carbonari („cărbunari”), proeminentă la începutul Unificării Italiei din Secolul XIX. Se pare mai probabil că este un „preparat urban”, popularizat probabil de restaurantul La Carbonara din Roma.
Denumirile pasta alla carbonara și spaghetti alla carbonara nu sunt înregistrate înainte de cel de-Al Doilea Război Mondial; în special, lipsesc din cartea de bucate din 1930 La Cucina Romana („Bucătăria romană”) de Ada Boni. Numele Carbonara este atestat pentru prima dată în 1950, când a fost descris de ziarul italian La Stampa ca un fel de mâncare apreciat de ofițerii americani în timpul eliberării Romei din partea Aliaților în 1944. A fost descris ca un „fel de mâncare din zona Romei” într-un moment în care mulți italieni mâncau ouă și slănină furnizate de trupele americane. În 1954, a fost inclusă în Elizabeth David's Italian Food, o carte de bucate în limba engleză publicată în Marea Britanie.

## Prepararea
Pasta este fiartă în apă clocotită moderat sărată. Guanciale se prăjește pentru un pic de timp într-o tigaie în propria grăsime. Un amestec de ouă crude, Pecorino Romano sau Parmezan răzuit și o cantitate mică de piper negru măcinat este combinat cu pasta fierbinte fie în vasul pentru paste, fie într-un vas de servit, dar departe de căldura directă, pentru a evita închegarea oului. Apoi se adaugă guanciale prăjit și amestecul este agitat, creând un sos bogat, cremos, cu bucăți de carne răspândite.
Guanciale este cea mai folosită carne pentru Carbonara în Italia, dar se poate folosi și pancetta. Rețetele diferă în ceea ce privește modul în care sunt utilizate ouăle - unele folosesc oul întreg, altele doar gălbenușul, iar altele un amestec.

### Varietăți
Unele preparate au mai mult sos și, prin urmare, folosesc paste de formă tubulară, cum ar fi penne.
Smântâna nu este utilizată în majoritatea rețetelor italiene, deși există excepții; este adesea folosită în alte părți ale lumii. În mod similar, usturoiul se găsește doar în unele rețete, mai ales în afara Italiei.
În alte țări, variațiile carbonarei pot include mazăre verde, broccoli, broccolini, praz, ceapă, alte legume sau ciuperci, și guanciale sau pancetta pot fi înlocuite șuncă sau coppa.

## Sosul carbonara
Sosul carbonara este adesea vândut ca un aliment gata de consumat în magazinele alimentare din multe țări. Spre deosebire de preparatul original, care este inseparabil de felul său de mâncare, deoarece sosul este creat pe pasta în sine, versiunile comerciale de carbonara sunt sosuri pregătite pentru a fi aplicate pe pastele fierte separat. Acestea pot fi îngroșate cu smântână și, uneori, cu amidon alimentar, în timp ce carnea este slănină sau felii de pancetta în cubulețe în loc de guanciale.